# Reprezentacja Austrii w hokeju na lodzie kobiet
Reprezentacja Austrii w hokeju na lodzie kobiet – narodowa żeńska reprezentacja tego kraju. Należy do Dywizji Pierwszej.

## Mistrzostwa Świata
- 2004 – 22. miejsce
- 2005 – 19. miejsce
- 2007 – 19. miejsce
- 2008 – 16. miejsce
- 2009 – 13. miejsce
- 2011 – 12. miejsce

## Igrzyska Olimpijskie
- Austriaczki nigdy nie zakwalifikowały się doIgrzysk Olimpijskich.